# Ukk
Ukk je vas na Madžarskem, ki upravno spada pod podregijo Sümegi Županije Veszprém.